# 南三陸町民俗資料館
南三陸町民俗資料館（みなみさんりくちょうみんぞくしりょうかん）は、宮城県本吉郡南三陸町歌津に所在する資料館である。

## 概要
1923年（大正12年）に歌津村立伊里前小学校（当時）の北部校舎として平屋建で建築され、その後現在地に移築された。1951年（昭和26年）、志津川高等学校定時制歌津分校として再利用され、1957年には2階建棟が南側に増築された。同分校は1968年に廃校となったが、1982年から現在の用途で利用されることとなった。現在は歌津中学校に隣接している。

## 建築
1923年建築。面積411m2。木造。当初は平屋建で正面側に廊下を通し、背面側に教室を配した。増築された二階建部1階には調理室、2階には床棚を備えた大広間で、船底天井とする作法 室を備えた。2017年（平成29年）10月27日、有形文化財（建造物）として登録された。

## 交通アクセス
- BRT歌津駅より徒歩10分
- 三陸沿岸道路歌津ICより車7分